# クラレンス・キング

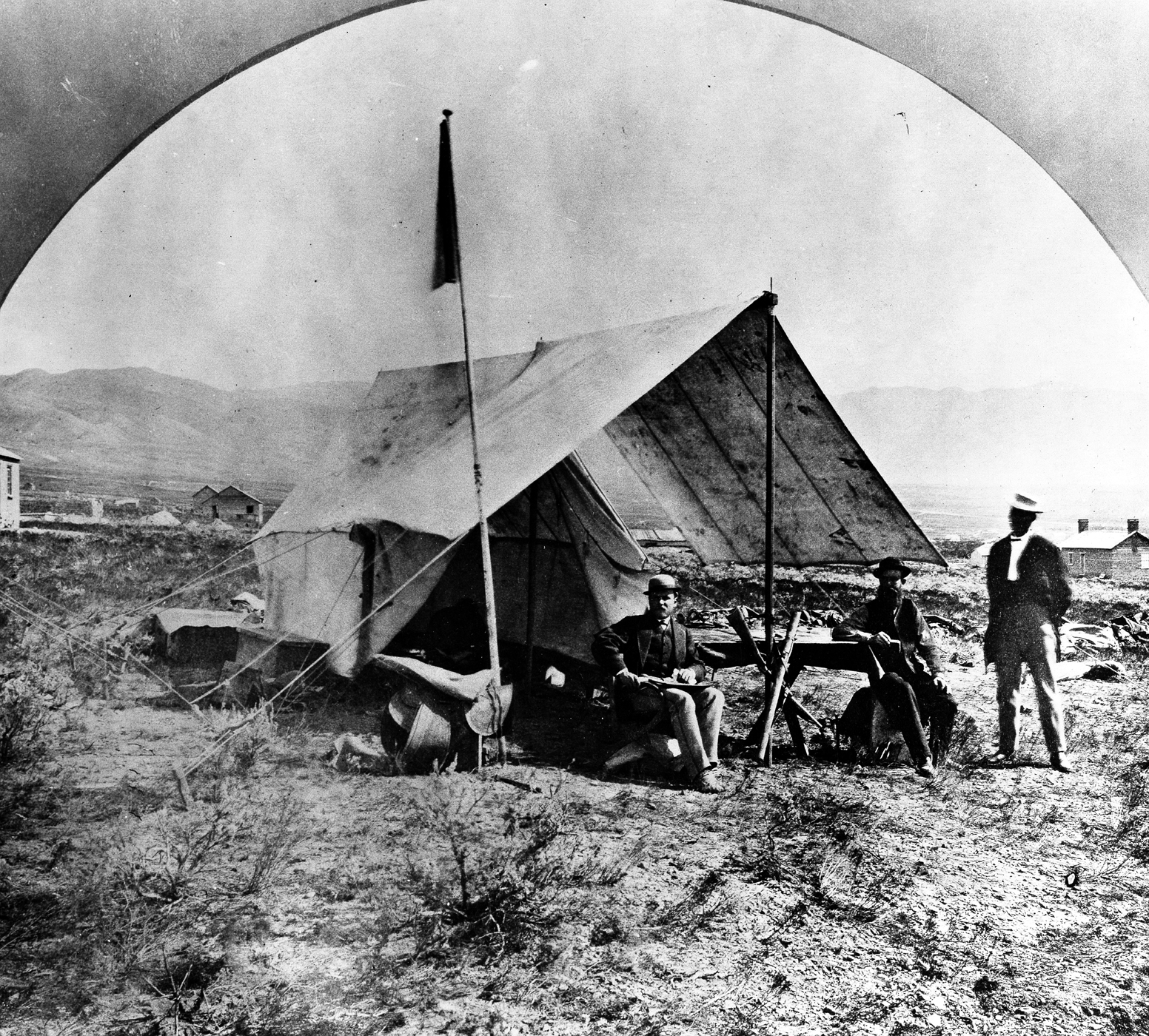
1868年10月、ユタ州ソルトレイクシティ近くのキャンプ地でのクラレンス・キング。ティモシー・H・オブライエン (Timothy H. O'Sullivan) の撮影

クラレンス・キング（Clarence King、1842年1月6日 - 1901年12月24日）は、アメリカ合衆国の地球科学者・地質学者・登山家・作家。1879年から1881年までアメリカ地質調査所の初代長官を勤めた。共和党のラザフォード・B・ヘイズ大統領に指名されて、彼はネバダ州のシエラネバダ山脈の調査を行ったことで知られている。彼はロードアイランド州のニューポートに生まれた。

## 幼少期と教育
クラレンス・キングは、ジェームズ・リバーズ・キングとフローレンス・リトル・キングの息子として生まれた。クラレンスの父親は、中国との貿易に従事する家族経営の会社の一員であり、そのために父は家族とは離れて生活し、1848 年、クラレンスが6歳の時にに亡くなったため、クラレンスは主に母親によって育てられた。1848 年までに、彼の 2 人だけの兄弟も亡くなりました。
クラレンスは、母親と、コネチカット州ポンフレットにあるクライスト・チャーチ ・ホール学校の校長であるロズウェル・パーク牧師によって励まされされ、クラレンスは 10 歳まで通い、野外探検と自然史に早くから関心を持っていた。
その後、ボストンとニューヘイブンの学校に通い、13 歳で名門のハートフォード高校に入学した。[彼は優秀な学生であり、多才な運動選手であり、身長は低かったが意外に頑強だった。
彼の母親は、一連の問題に遭遇し、1857 年に会社が解散するまで、キング家業から収入を得ていた。数年間、家族は厳しい状況に置かれ、その間
クラレンスも深刻なうつ病に苦しんだりしたが、母親は結局、ジョージ S.・ハウランドと再婚した。ハウランドが学費を出してくれることで、クラレンスは1860年イェール大学の傘下になるシェフィールド科学学校(Sheffield Scientific School)に入学することが出来た。

## 大学生活と初期のキャリア

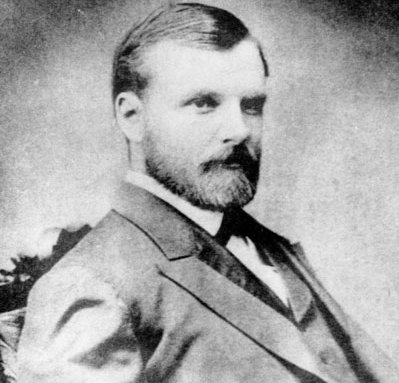
若い頃のクラレンス・キング

イェール大学では、キングは応用化学を専攻とし、物理学と地質学も学んだ。イェール大学では、キングは「応用化学」を専門とし、物理学と地質学も学んだ。彼にとって刺激を与えた恩師の 1 人は、南大西洋、南太平洋、および南アメリカと北アメリカの西海岸への科学探検に参加し高く評価されている地質学者のジェームス・ドワイト・ダナである。キングは1862年博士号を取得して卒業した。
彼と何人かの友人は、その夏、イェール大学の手漕ぎボートの 1 つを借りて、シャンプレーン湖の岸辺と一連のカナダの川に沿った旅をし、その後、秋のレガッタのためにニューヘイブンに戻った。
1862 年 10 月、元教授のジョージ・ジャービス・ブラッシュの家を訪れたキングは、当時アメリカで最も高いとされていたカリフォルニア州のシャスタ山への登頂を伝えるウィリアム・ヘンリー ブリューワーからの手紙をブラッシュが読み上げるのを聞いた。キングは地質学についてもっと学び、ルイス・アガシーの講義に出席し、すぐにブラッシュに「その方向で仕事を得ることができれば、地質学者になろうと決心した」と書いた。 彼はジョン・ティンダルとジョン・ラスキンによるアルプスの描写にも魅了された。
1862年後半または1863年初頭、キングはニューヨーク市に移り、高校と大学時代の親友であるジェームズ・テリー・ガーディナーとアパートを共有した（ガーディナーは、当時自分の姓をガードナーと綴っていた）。
彼らは、ラスキンの崇拝者であったアメリカの芸術家、作家、建築家のグループと交流を持つようになった。
1863年2月、キングはジョン・ウィリアム・ヒル、クラレンス・クックなどと共に、ラファエル前派に似たアメリカの団体で、芸術における真実の前進のためのラスキニアン協会の創設者の1人になり、その最初の書紀に選出された。しかし、彼はアメリカ西部の山々が見たくてたまらなかった。彼の友人であるガーディナーは法科大学院で悲惨な成績を収めた。
1863 年 5 月までに、キング、ガーディナー、およびウィリアム・ハイドがミズーリ州まで鉄道で移動し、幌馬車隊に乗り込み、ネバダ州カーソンシティで出発した。
キングとガーディナーはすぐにカリフォルニアに移り、そこでキングは無給でカリフォルニア地質調査所に参加し、そこでウィリアム・H・ブリューワー、ジョサイア・D・ホイットニーと一緒に働いた。後にガーディナーとリチャード・D・コッターもこれに加わった。
1864 年 7 月、キングとコッターは、キングが彼の英雄の 1 人に敬意を表してティンダル山と名付けた東シエラ山脈の最高峰に初登頂した。そこから、名前が付けられるようになったものを含む、いくつかのより高いピークを発見した。ホイットニー山もその中に含まれる。
1864 年 9 月、エイブラハム ・リンカーン大統領がヨセミテ・バレー地域を恒久的な公的保護区に指定すると、キングとガーディナーはヨセミテ・バレーの縁の境界調査を行うように任命された。彼らは次の冬にニカラグア経由で東海岸に戻った。キングは 1865 年の春と夏に数回のマラリアの発作に苦しみ、ホイットニーも同じく東部にいて、さらなる調査プロジェクトのための資金を調達するために働いた。
キング、ガーディナー、ホイットニーとホイットニーの妻は秋にサンフランシスコに戻り、そこでホイットニーはキングとガーディナーのためにモハベ砂漠とアリゾナでの調査プロジェクトの準備をした。これにはアメリカ陸軍が後援した。

彼らは春にサンフランシスコに戻り、キングは 1866 年の夏にヨセミテに戻り、ホイットニーのためにさらにフィールド ノートを作成した。キングが継父の死を聞いたとき、彼とガーディナーはホイットニーの調査を辞任し、再びニューヨークに出航した。彼らはしばらくの間、グレートベースン地域の独立した調査の計画を立てていた.1866年の終わりに、キングはそのような調査のための議会からの資金を確保するためにワシントンにいった。 彼は1871 年にアメリカ哲学協会の会員に選出された。 

## 事実婚とアフリカ系アメリカ人として通すこと
キングは過去 13 年間、二重生活を送っていた。1887年かまたは1888年に、彼はアフリカ系アメリカ人の子守り(nursemaid、)であり、1880年代半ばにニューヨーク市に引っ越したジョージア州の元奴隷であるエイダ・コープランドと出会い、恋に落ちた。19 世紀には人種差別が強く異人種間の結婚は推奨されなかった (そして多くの場所で違法であった) ため、キングはコープランドに身元を隠した。彼の青い目と色白にもかかわらず、キングはコープランドに自分がジェームズ・トッドという名前のアフリカ系アメリカ人のプルマンのポーターであると信じ込ませた。２人は1888年内縁関係になる。二人の結婚中、キングはエイダに自分の正体を明かすことはなく、家にいるときは黒人の鉄道労働者であるトッドのふりをし、現場にいるときは白人の地質学者であるキングとして働き続けた。彼らのつながりの中から5人の子どもが生まれ、そのうち4人が大人になるまで育った。そのうち2人の娘は、白人男性と結婚し、2人の息子は、第一次世界大戦に黒人兵として従軍した。
キングは、アリゾナ州で死の床にある時に、コップランドに手紙を書いて、最後にすべての真実を明かした。

## 第40回並行調査とダイヤモンドのデマ発見

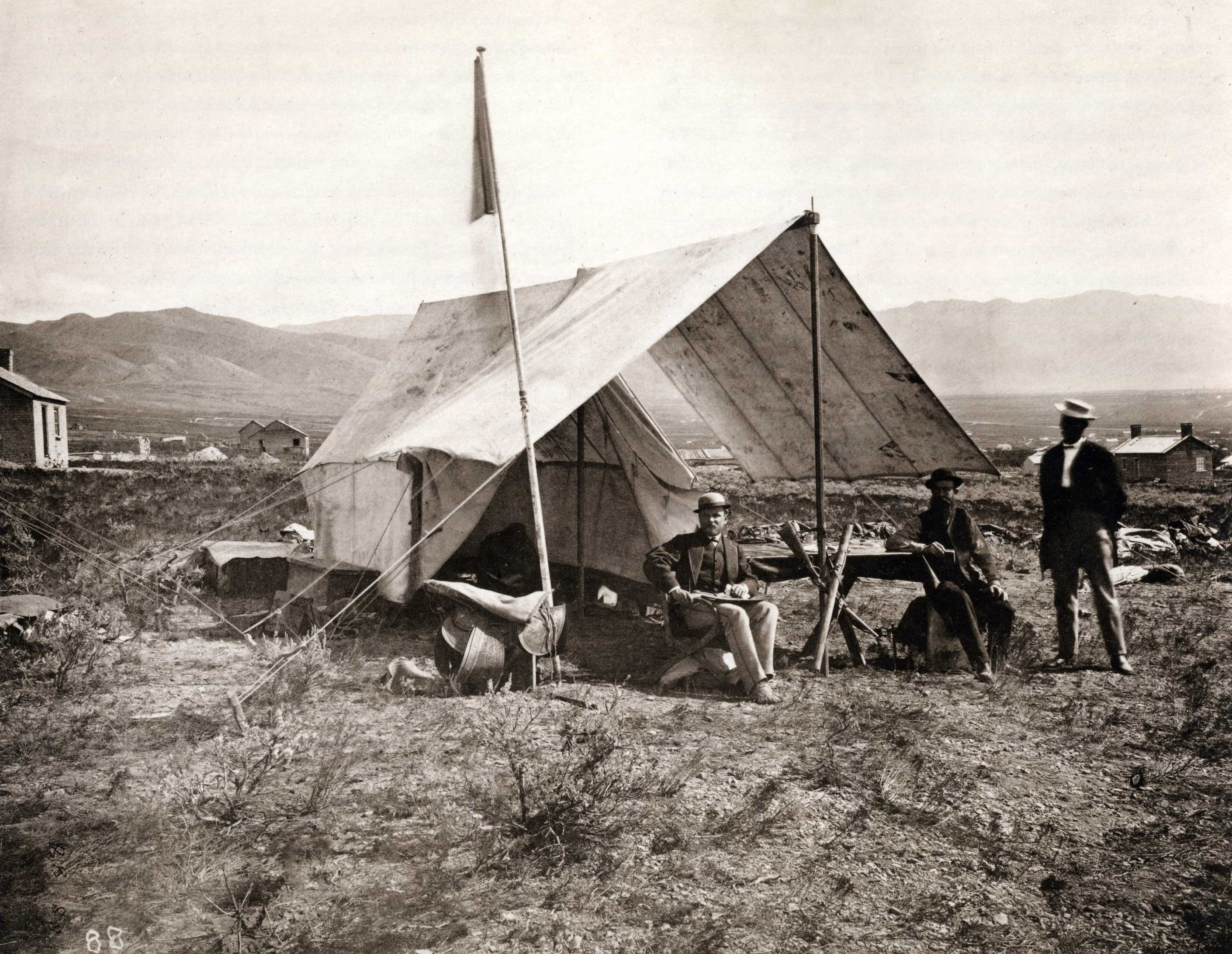
クラレンス・キング; ユタ州ソルトレイクシティ近くでキャンプ。40度線測量の探査。ティモシー H. オサリバンによる写真、1868 年 10 月

キングは、彼の研究が西洋の発展にどのように役立つかについて説得力のある議論をした。彼は連邦政府の資金を受け取り、1867 年に、一般に 40 番目の平行調査として知られる 40 番目の平行線の地質調査の米国地質学者に指名された。フランクリン・エモンズ、アーノルド・ヘイグ、A・D・ウィルソン、写真家のティモシー・ H・オサリバン、ゲスト・アーティストのギルバート・マンガーが一行に加わった。
次の 6 年間で、キングと彼のチームはカリフォルニア州東部からワイオミング州までの地域を探索した。その間、彼は有名な著書「シエラネバダ山脈での登山」(1872) も出版している。
キングが第 40 回並行調査を終えていたとき、米国西部は秘密のダイヤモンド鉱床のニュースで騒然とした。キングと彼の乗組員の何人かは、コロラド州北西部の秘密の場所を追跡し、現在では「 1872 年のダイヤモンド詐欺」として知られているその詐欺の正体を暴露した。 
彼はデマを暴露したことで国際的な有名人になった。
1878 年、キングは「体系的地質学」を出版し、第 40回並行調査の地質調査報告書の第 1 巻に番号を付けたが、これは他の 7 巻より後になって刊行された。この作品で彼は、統一主義と大惨事の混合物として、西洋の地質史を語っている。 
この本は当時好評を持って迎えられ、「19世紀後半の偉大な科学的著述の一つ」と呼ばれた。
1879 年に、米国議会はアメリカ西部を調査する地質調査の数を統合し、米国地質調査庁を作成した。 キングがその初代長官に選ばれた。彼はそれが一時的なものであることを理解してその地位に就き、鉱業地質学に重点を置いて新しい機関の立ち上げを監督し、20 か月後に辞任した。ジェームズ・ガーフィールドはジョン・ウェズリー・パウエルを後継者に指名した。
残りの人生で、キングは科学界から身を引き、鉱業地質学の知識から利益を得ようとしたが、彼が関与した鉱業事業は、芸術収集、旅行、優雅な生活における彼の高価な趣味をサポートするのに十分な成功を収めることはできなかった。そして彼は多額の借金をしました。彼はヘンリー・ブルックス・アダムズやジョン・ヘイなどとの親密な友情を持ち、忙しい社交生活を送っていた。しかし、その裏で彼は身体の病気とうつ病に苦しんでいた。

## 死と遺産
キングはアリゾナ州フェニックスで結核により死亡し、ロードアイランド州ニューポートに埋葬された。
ユタ州のキングス・ピーク、カリフォルニア州シャスティナのクラレンス・キング山とクラレンス・キング湖は、南極のキング・ピークと同様に、彼にちなんで名付けられた。バージニア州レストンにある 米国地質調査本部図書館は、クラレンス・キング図書館としても知られている。

## 文献

### キングについての著作
- Emmons, Samuel Franklin (1903). Biographical Memoir of Clarence King
- Hague, James D., ed. (1904). Clarence King Memoirs. The Helmet of Mambrino. New York: Published for the King Memorial Committee of the Century Association by G.P. Putnam's Sons.
- Shebl, James (1974). King, of the Mountains. A Study of King's Mountaineering in the Sierra as Literature. Stockton, CA: University of the Pacific Original drawings by L.F. Bjorklund. Extensive bibliography.
- Wild, Peter (1981). Clarence King. Western Writers Series. 48. Boise, Idaho: Boise State University. ISBN 978-0-88430-072-4. OCLC 7628120
- Wilkins, Thurman; Lawson Hinkley, Caroline (1988). Clarence King: A Biography (1988 revised ed.). University of New Mexico Press. ISBN 978-0-8263-1085-9
- Sachs, Aaron (2006). The Humboldt Current: Nineteenth Century Exploration and the Roots of American Environmentalism. Viking. ISBN 9780670037759 King, one of four Americans on whom the author focuses, was influenced by Alexander von Humboldt.
- Wilson, Robert (2006), The Explorer King: Adventure, Science, and the Great Diamond Hoax – Clarence King in the Old West, Scribner, ISBN 978-0-7432-6025-1
- Moore, James Gregory (2006), King of the 40th Parallel, Stanford University Press, ISBN 0-8047-5223-0
- Sandweiss, Martha A. (2009). Passing Strange: A Gilded Age Tale of Love and Deception Across the Color Line. New York: Penguin Press. ISBN 978-1-59420-200-1

### キングによる著作
- The Three Lakes: Marian, Lall, Jan and How They Were Named. 1870.
- Report of the Geological Exploration of the Fortieth Parallel.  United States Government Printing Office, 1870–1878.
- "On the Discovery of Actual Glaciers in the Mountains of the Pacific Slope," American Journal of Science and Arts, vol. I, March 1871.
- "Active Glaciers Within the United States," The Atlantic Monthly, vol. 27, no. 161, March 1871.
- Mountaineering in the Sierra Nevada. Boston : James R. Osgood and Company, 1872 (much of it previously published as articles in the Atlantic Monthly)
- "John Hay," Scribner's Monthly, v. 7, no. 6, Apr. 1874.
- "Catastrophism and Evolution," The American Naturalist, vol. 11, no. 8, August 1877.
- "Address of Clarence King on Catastrophism" and "Catastrophism in Geology", Scientific American articles, 14 July 1877, pp. 16–17
- Statistics of the Production of the Precious Metals in the United States. United States Government Printing Office,  1881.
- The United States Mining Laws and Regulations Thereunder.... United States Government Printing Office, 1885.
- "The Helmet of Mambrino," The Century Magazine, Volume 32, no. 1, May 1886.
- "The Age of the Earth," American Journal of Science, vol. 45, January 1893.
- "Shall Cuba Be Free?," The Forum, September 1895.
- Report of the Public Lands Commission. United States Government Printing Office, 1903–1905.